# Polinomis d'Al-Salam-Chihara
|  | No s'ha de confondre amb Polinomis d'Al-Salam-Carlitz. |

Gràfica 2D dels polinomis d'Al-Salam-Chihara

En matemàtiques, els polinomis d'Al-Salam-Chihara {\displaystyle Q_{n}(x;a,b;q)} són una família de polinomis ortogonals hipergeomètrics bàsics en l'esquema d'Askey bàsic, introduïts per Al-Salam i Chihara (1976). Koekoek, Lesky i Swarttouw (2010) van donar una llista detallada de les seves propietats.

## Definition
Els polinomis d'Al-Salam-Chihara es donen en funció de les funcions hipergeométriques bàsiques i del símbol de Pochhammer per
{\displaystyle Q_{n}(x;a,b;q)={\frac {(ab;q)_{n}}{a^{n}}}{}_{3}\phi _{2}(q^{-n},ae^{i\theta },ae^{-i\theta };ab,0;q,q)}
on {\displaystyle x=\cos \theta }

## Gràfiques

Gràfica 3D dels polinomis d'Al-Salam-Chihara. Funció complexa (abs)
Gràfica 3D dels polinomis d'Al-Salam-Chihara. Funció complexa (re)
Gràfica 3D dels polinomis d'Al-Salam-Chihara. Funció complexa (im)

Gràfica de densitat dels polinomis d'Al-Salam-Chihara. Funció complexa (abs)
Gràfica de densitat dels polinomis d'Al-Salam-Chihara. Funció complexa (re)
Gràfica de densitat dels polinomis d'Al-Salam-Chihara. Funció complexa (im)